# Mia Kupres
Mia Kupres (Edmonton, 12 gennaio 2004) è una tennista canadese.

## Vita personale
Mia Kupres è nata ad Edmonton, in Canada, nel 2004. I suoi genitori sono emigrati dalla Serbia nel 1998. Ha iniziato a giocare a tennis all'età di sei anni e si è allenata presso la Saville Community Sports Centre. All'età di 15 anni, si è trasferita a Montréal per allenarsi nella National Training Centre.

## Carriera
Mia Kupres ha vinto 3 titoli in doppio nel circuito ITF in carriera. Il 21 ottobre 2024 ha raggiunto il best ranking in singolare raggiungendo la 756ª posizione mondiale, mentre il 9 settembre 2024 ha raggiunto la 205ª posizione in doppio.
Durante la sua carriera da junior, Kupres ha vinto l'Outdoor Junior National Championships nel singolo nelle categorie under 14 e under 18. Ha preso parte nell'ITF Junior Circuit dal 2017 al 2022, vincendo due titoli nel singolare e tre titoli nel doppio, e raggiungendo la posizione numero 33 del ranking. È stata una dei migliori prospetti della sua età in Canada ed ha firmato una lettera d'intenti per giocare per la Texas A&M University nel 2021. Ha giocato tutti i tornei junior del Grand Slam nel 2022, raggiungendo come migliori risultati il terzo turno nel singolare e nel doppio agli US Open.
Mia gioca tennis collegiale per la Texas A&M Aggies, iniziando nella primavera del 2023. Durante la sua permanenza, è stata nominata con un record di cinque volte SEC Freshman of the Week e nominata alla All-SEC second team e SEC All-Freshman team, con un record di 19 vittorie e 4 sconfitte nel singolo, mentre nel doppio ha fatto coppia con Mary Stoiana. Nel 2024, Kupres migliora il suo record con 23 vittorie e 0 sconfitte nel singolare, ottenendo il suo primo onore di squadra All-SEC. Kupres e Stoiana hanno raggiunto la terza posizione nel doppio e hanno raggiunto i quarti di finale alla NCAA Championships, ottenendo gli onori All-American. Kupres ha aiutato gli Aggies a conquistare il loro primo NCAA Team Championship.
Ha fatto il suo debutto nel circuito maggiore al National Bank Open 2021, grazie ad una wildcard per le qualificazioni, sconfitta nel primo turno dalla statunitense Ann Li. Nel 2024, prende parte al suo primo tabellone principale grazie ad una wildcard al National Bank Open 2024 nel doppio insieme alla connazionale Ariana Arseneault. Al primo turno estromettono a sorpresa le teste di serie numero 6 Ulrikke Eikeri e Ellen Perez in rimonta, nel secondo turno approfittano del ritiro di Marie Bouzková e Anna Danilina accedendo ai primi quarti di finale WTA della carriera. Vengono eliminate dalle favorite del torneo Gabriela Dabrowski e Erin Routliffe al tie-break del terzo set.
Il 9 novembre 2024, Mia ha raggiunto la prima finale WTA 125 della carriera in doppio al Dow Tennis Classic, a Midland, dove sempre in coppia con Arseneault vengono sconfitte in finale dalle britanniche Emily Appleton e Maia Lumsden con il punteggio di 2-6, 6-4, [5-10].

## Circuito WTA 125

### Doppio

#### Sconfitte (1)
| N. | Data            | Torneo                          | Superficie  | Compagna          | Avversarie in finale        | Punteggio        |
| 1. | 9 novembre 2024 | Midland Tennis Classic, Midland | Cemento (i) | Ariana Arseneault | Emily Appleton Maia Lumsden | 2-6, 6-4, [5-10] |

## Statistiche ITF

### Singolare

#### Sconfitte (1)
| Torneo $100.000 (0) |
| Torneo $80.000 (0)  |
| Torneo $60.000 (0)  |
| Torneo $40.000 (0)  |
| Torneo $25.000 (1)  |
| Torneo $15.000 (0)  |

| N. | Data           | Torneo                          | Superficie | Avversaria in finale | Punteggio     |
| 1. | 25 agosto 2024 | Saskatoon Challenger, Saskatoon | Cemento    | Kayla Cross          | 6-4, 4-6, 4-6 |

### Doppio

#### Vittorie (3)
| Torneo $100.000 (0) |
| Torneo $80.000 (0)  |
| Torneo $60.000 (1)  |
| Torneo $40.000 (0)  |
| Torneo $25.000 (1)  |
| Torneo $15.000 (1)  |

| N. | Data             | Torneo                                          | Superficie  | Compagna          | Avversaria in finale               | Punteggio        |
| 1. | 10 dicembre 2022 | Oberpullendorf Open, Oberpullendorf             | Cemento (i) | Ksenika Laskutova | Arabella Koller Mavie Österreicher | 7-5, 7-5         |
| 2. | 20 luglio 2024   | Championnats Banque Nationale de Granby, Granby | Cemento     | Ariana Arseneault | Liang En-shuo Park So-hyun         | 6-4, 2-6, [10-6] |
| 3. | 24 agosto 2024   | Saskatoon Challenger, Saskatoon                 | Cemento     | Ariana Arseneault | Hiroko Kuwata Maribella Zamarripa  | 6-4, 6-3         |

#### Sconfitte (1)
| Torneo $100.000 (0) |
| Torneo $80.000 (0)  |
| Torneo $60.000 (1)  |
| Torneo $40.000 (0)  |
| Torneo $25.000 (0)  |
| Torneo $15.000 (0)  |

| N. | Data            | Torneo                                            | Superficie | Compagna         | Avversaria in finale          | Punteggio |
| 1. | 21 ottobre 2023 | Challenger Banque Nationale de Saguenay, Saguenay | Cemento    | Johanne Svendsen | Robin Anderson Dalayna Hewitt | 1-6, 4-6  |